# Dwars door het Hageland 2021 (mannen)
De Belgische wielerwedstrijd Dwars door het Hageland kende voor mannen in 2021 een 18e editie. Titelverdediger was Jonas Rickaert, die zijn opvolger vond in de Noor Rasmus Tiller die hiermee zijn eerste profwedstrijd won. De wedstrijd startte zoals gebruikelijk in Aarschot en de finishlijn lag 177 kilometer verderop in Diest. Onderweg moesten de renners dertien kasseienstroken afleggen, dit was er één minder dan een jaar eerder.
De wedstrijd was onderdeel van de UCI ProSeries. Op dezelfde dag werd ook een wedstrijd voor vrouwen verreden.

## Uitslag
| Plaats  | Naam                 | Ploeg                              | tijd     |
| ------- | -------------------- | ---------------------------------- | -------- |
| Winnaar | Rasmus Tiller        | Uno-X Pro Cycling Team             | 3u58'27" |
| 2       | Danny van Poppel     | Intermarché-Wanty-Gobert Matériaux | + 1"     |
| 3       | Yves Lampaert        | Deceuninck-Quick-Step              | + 2"     |
| 4       | Jonas Rickaert       | Alpecin-Fenix                      | z.t.     |
| 5       | Piet Allegaert       | Cofidis                            | z.t.     |
| 6       | Connor Swift         | Team Arkéa Samsic                  | + 5"     |
| 7       | Boy van Poppel       | Intermarché-Wanty-Gobert Matériaux | + 16"    |
| 8       | Dries Van Gestel     | Total Direct Energie               | + 47"    |
| 9       | Tim Merlier          | Alpecin-Fenix                      | + 51"    |
| 10      | Kristoffer Halvorsen | Uno-X Pro Cycling Team             | z.t.     |

Mannen: 2001 · 2002 · 2003 · 2003-2006 · 2007 · 2008 · 2009 · 2010 · 2011 · 2012 · 2013-2015 · 2016 · 2017 · 2018 · 2019 · 2020 · 2021 · 2022 · 2023 · 2024 · 2025
Vrouwen: 2021 · 2022 · 2023 · 2024 · 2025